# Tharsalea arota
Tharsalea arota är en fjärilsart som beskrevs av Jean Baptiste Boisduval 1852. Tharsalea arota ingår i släktet Tharsalea och familjen juvelvingar. Inga underarter finns listade i Catalogue of Life.